# Залізна Конфедерація
Залізна Конфедерація - Державне утворення що існувало з 17-ого сторіччя до кінця 19-ого, фактично становило собою військовий альянс що об'єднував кілька індіанських племен північної Канади. 

## Історія

### Формування
Утворення Залізної Конфедерації почалося з між індіанських воєн, Велику роль в конфлікті відіграла Компанія Гудзонової Затоки що почала поставляти племенам лісних та рівнинних Крі сучасне вогнепальне озброєння. В ХVII сторіччі почалася серія воїн проти Ассінібойнів що призвели до мирних домовленостей за якими асінібойни і ще кілька союзних племен могли проживати на землях Крі. 

### Експансія і Розвиток торгівлі
В період з 1800 по 1850 роки Залізна Конфедерація досягла піку могутності завдяки торгівлі з Компанією Гудзонової Затоки і іншими колоністами.
Головним продуктом торгівлі були шкури тварин, футро та інші матеріали здобуті на полюванні.

### Занепад
З 1850 років Конфедерація почала занепадати чому послугували кілька факторів такі як міжусобиці між племенами і міграція бізонів.

#### Міграція Бізонів
Міграція Бізонів неочікувано збільшилася в 1850-х роках що призвело до голоду і нових воїн.

## Склад Конфедерації
Залізна конфедерація складалася з кількох індіанських племен :
- Плем'я Крі  - плем'я що в більшості населяло північні частини частини великих рівнин.
- Західні Ірокези - Невелика група плем'я Ірокезів що змішалася з європейськими колонізаторами що мігрувала в Західну Канаду.
- Канадські Метиси - група індіанців змішаних з французькими і британськими колоніалістами.
- Стоні - плем'я яке жило у підніжжі Скелястих Гір.

Та з багато менш численніших племен і етнічних груп.

## Галерея

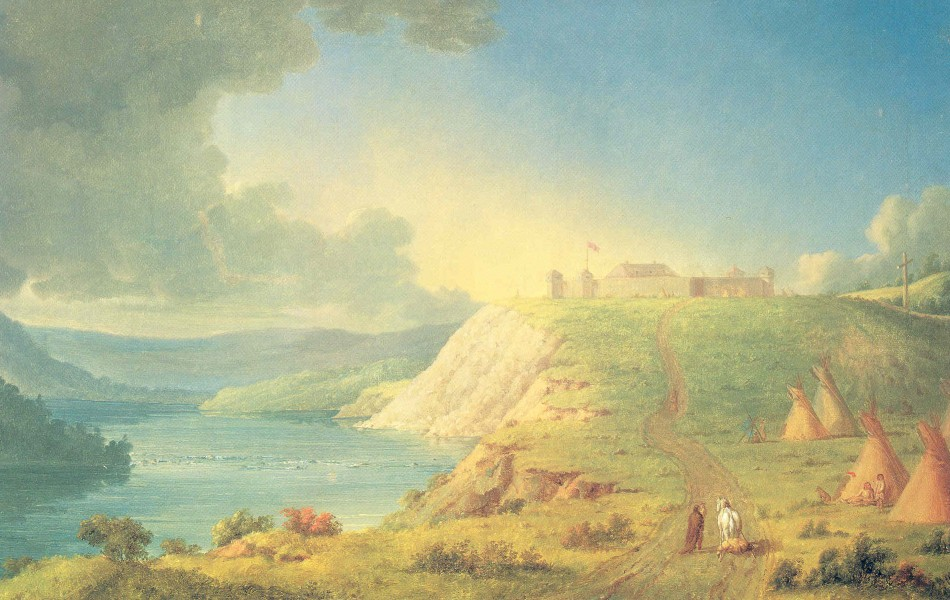
Форт Едмонтон - власність компанії Гудзонової Затоки
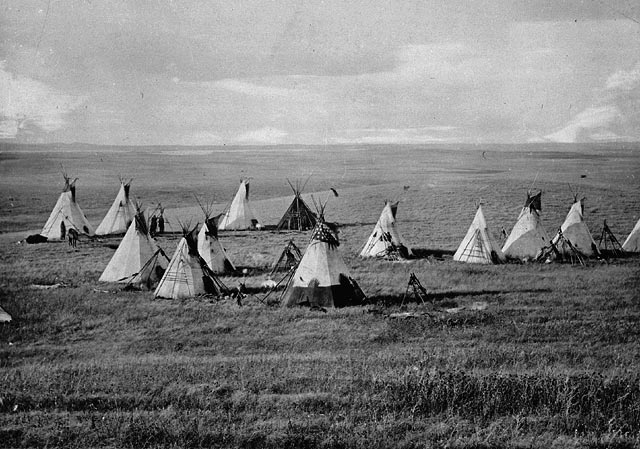
Табір рівнинних Крі - 1871 рік.
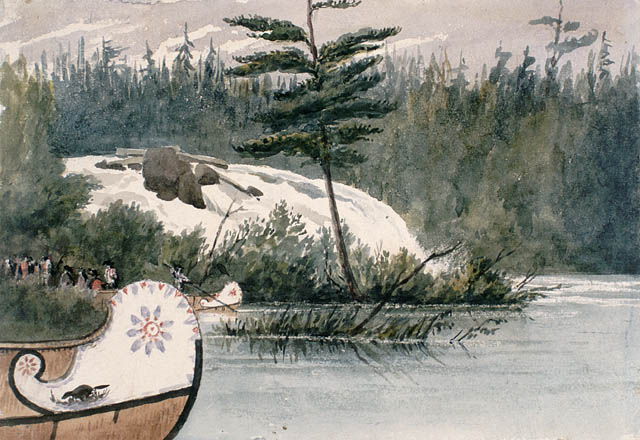
Каное в Гудзоновій Затоці

## Див. Також
- Індіанці
- Індіанські війни